# BLUE BOY
BLUE BOY（ブルーボーイ）は、日本の4人組のロックバンド。

## メンバー
- 村上孝治（ボーカル）
- 伊藤良太（ギター）
- 村松秀人（ベース）
- 青木慶則（ドラムス）

1997年から2017年までHARCO名義でソロ活動。2018年以降は本名で活動している。
妻はQuinka, with a Yawn。

## 略歴・概要
1990年に結成。1993年6月にシングル『小さな恋』でメジャーデビュー。デビュー当時はメンバー全員が高校3年生であった。1998年に解散。解散ライブは1998年9月9日に赤坂BLITZで行われた。

## ディスコグラフィ

### VHS
- ファーストビデオ (1993年9月26日発売)
- 初陣 Live at Shibuya Kokaido ～Spring Concert Tour 1994～ (1994年5月25日発売)
- 初詣～1st ANNIVERSARY～ (1994年6月23日発売)
- 真夏の夜にそこはやお～ん (1994年9月24日発売)
- Lookin' 4 Years (1997年1月1日発売)
- last live:1998.9.9 akasaka blitz (1998年12月2日発売)

### 参加作品
| 発売日        | タイトル                               | 規格品番  | 曲順 | 楽曲                   |
| ------------- | -------------------------------------- | --------- | ---- | ---------------------- |
| 1997年1月25日 | B'TX                                   | POCX-1063 | M.12 | 僕の生き方             |
| 1999年5月21日 | 東京ムービー・アンソロジー5 1992～1998 | AYCM-655  | M.25 | 僕の生き方（TVサイズ） |

## タイアップ一覧
| 使用年 | 曲名                     | タイアップ                                                  |
| ------ | ------------------------ | ----------------------------------------------------------- |
| 1993年 | 君に会える場所           | テレビ東京系『そのまんま東のバーチャルZ』エンディングテーマ |
| 1994年 | 君のママと仲良くなりたい | テレビ朝日系『オ・ト・ナにして』オープニングテーマ          |
| 1994年 | 君のママと仲良くなりたい | 「SUPER BEACH MIURA'94」CMソング                            |
| 1994年 | BLUE SKY                 | テレビ朝日系『オ・ト・ナにして』エンディングテーマ          |
| 1996年 | 僕の生き方               | TBS系アニメ『B'T-X』エンディングテーマ                      |
| 1996年 | 君はハイテンション       | テレビ東京系『NEWSモーニングJAM』エンディングテーマ         |
| 1996年 | A Friend is going        | 「東京アーバンスポーツSHOOT'96」テーマソング                |
| 1996年 | MAD CASE?                | テレビ東京系『IT'sアクセス』オープニングテーマ              |
| 1996年 | Lookin' For Days         | ホーユー「Beauteen ブリーチカラー体験」CMソング             |